# Francesco Bernardino Ferrari
Francesco Bernardino Ferrari (Milán, 1576-Milán, 1669) fue un humanista, anticuario y helenista italiano. 

## Biografía
Francesco Bernardino Ferrari nació en 1576 en Milán, y sus estudios fueron dirigidos por hábiles maestros. Cuando el cardenal Federico Borromeo formó el proyecto de recoger de todas las partes de Europa libros raros y curiosos para formar la biblioteca Ambrosiana, Ferrari tuvo el encargo de pasar á verificarlo á España, mientras que otros sabios recorrían con el mismo objeto la Italia, la Francia, la Alemania y aun las islas y continente de la Grecia. Esta biblioteca, fruto de tan inmensas y costosas investigaciones, se abrió en 1609 y Ferrari fue nombrado su conservador. 
Sus obras conservadas en la colección de la biblioteca son: De ritu sacrarum ecclesiæ catholicæ concionum, Milan 1618 y 1620 en 4; de Antiquo epistolarum eccles. genere, id. 1612, y Venecia 1615 en 8; de Veterum acclamationibus et plausu, Milán 1627 en 4. 
Falleció de una edad muy avanzada en 1669.